# 黒板アート甲子園
黒板アート甲子園（こくばんアートこうしえん）とは、黒板メーカーである日学が2015年から開催している、全国の高等学校、高等専門学校（3年生まで）、中等教育学校（後期課程）、特別支援学校高等部在籍生を対象とした黒板アートのコンテストである。

## 概要
コンテストの正式名称は「日学・黒板アート甲子園」で、この名称及び、「黒板アート甲子園」は日学株式会社の登録商標となっている。
卒業シーズンに、さまざまな思いを込めて制作した「黒板アート」（学校の黒板にチョークでイラストやメッセージを描いたもの）作品を撮影した画像データを募集し、審査のうえ入賞作品を決定するもので、入賞作品の美術・芸術的レベルは高く、海外からも称賛の声があがっている。
入賞校・入賞作品は、大会特設ホームページ上で発表され、各種メディアにも多く取り上げられるため、入賞校に対しては、テレビ番組内での実演制作や、ミュージックビデオの制作協力依頼等が行われている。

## 審査員
- 2015年プレ大会、2016年第1回大会、2017年第2回大会、2018年第3回大会審査員[3][4]
  - 小野大輔（長崎県立島原高等学校・長崎県立島原商業高等学校　教諭）
  - 熊沢加奈子（チョークアーティスト）
  - 三澤一実（武蔵野美術大学　教授）
  - 吉田朋弘（日学　代表取締役）
- 2016年第1回大会ゲストアーティスト
  - れなれな（画家）
- 2017年第2回大会審査員[5]

## 応募規定等
応募は同一学校在籍のグループで制作した作品で、学校の承諾が必要（応募時に担当の先生の名前が必要）。
作品はオリジナルに限られ、漫画やアニメのキャラクターなど著作権を侵害するものは受付不可。
応募作品の著作権は、結果発表をもって日学に移管される。

## 賞品
入賞校には、賞状および、副賞（5万円から1万円相当の金券や、ホワイトボード等の日学株式会社の製品）が授与される。
2016年第1回大会では、応募先着賞として、協賛先である日本白墨工業株式会社から提供されたチョークセットが80校に配布されている。

## 大会結果

### 2016年
2016年第1回大会の告知は、2016年1月29日に大会特設ホームページ上で行われ、作品の受付期間は、3月7日（月）～4月8日（金）であった。
第1回大会では、WHITE JAM「咲かないで」が応援テーマソングとなるなど盛り上がりをみせ、プレ大会を大きく上回る157作品の応募があり、審査結果は、2016年4月26日に同じく、大会特設ホームページ上で発表された。

### 2017年
2017年第2回大会の作品の受付期間は3月14日から4月7日であった。応募作品は合計153を数えた。

### 2018年
2018年第3回大会では、北海道・東北、関東、東海・北陸・甲信越、近畿、四国・中国、九州・沖縄の6ブロックのエリアごとの賞、「エリア賞」が新設された。
2018年第3回大会の作品は3月19日から4月9日までの間に77校から143応募された。